# Cerro de Santa Catarina
El Cerro de Santa Catarina; también llamado “Sierra de la Ventana” y “Cerro Agujerado”, es una montaña en el municipio de Santa Catarina, estado de Nuevo León, México; aproximadamente 1.5 km al suroeste de la cabecera municipal, forma parte del Parque Nacional Cumbres de Monterrey. La cima de la montaña está a 2,100 metros sobre el nivel del mar. La cresta tiene aproximadamente 18 km de largo con orientación de este a oeste, similar a otras de la zona como el Cerro de las Mitras, el Cerro de Chipinque y la Sierra de San Urbano. La montaña está rodeada por el Valle de Santa Catarina, el Cañón de la Huasteca el Cañón de San Pablo y el Cañón de Santa Juliana.

## Características

### Ecosistema
El ecosistema es predominantemente matorral xerófilo, con los tipos de vegetación matorral desértico rosetófilo y matorral submontano.

### Climatología
La temperatura media anual es de 20 °C, el mes más caluroso es junio con temperatura promedio es de 27 °C, y el más frío es enero con temperatura promedio de 12 °C. La precipitación media anual es de 703 milímetros. El mes más húmedo es septiembre, con un promedio de 215 mm de precipitación, y el más seco es enero, con 18 mm de precipitación.

## Historia
- En 1757 se menciona la “Sierra de la Ventana” en un documento del entonces Valle de Santa Catarina.
- El 15 de octubre de 2005, la Secretaria de Comunicaciones y Transportes anuncia la construcción de la autopista Monterrey – Saltillo, que pasaría por las faldas del Cerro.[3]
- En 2007 es inaugurada la Vía Ferrata Ruta Vértigo.
- El 9 de noviembre de 2009, el entonces presidente Felipe Calderón Hinojosa inauguró la autopista Monterrey – Saltillo.[4]
- El 11 de noviembre de 2017, un joven de 17 años fallece al desbarrancarse de La Raya y caer unos 30 metros.[5]

### La Casa del Doctor Aguirre
Cerca de la entrada al Cañón de la Huasteca, sobre una arista de la montaña se encuentra una casa construida por el ilustre médico, científico y humanista Dr. Eduardo Aguirre Pequeño, que cuando conoció el Cañón la Huasteca, quedó encantado con los paisajes y compró unos terrenos. A principios de 1950 comenzó a construir contando con la ayuda de su familia y amigos.
Los trabajos de construcción duraron cerca de 5 años, y llamaron al lugar “El Nido de las Águilas”. Esa casa fue refugio para la familia Aguirre, hasta que durante el mandato del entonces gobernador Jorge Treviño, el Gobierno de Nuevo León expropió varios terrenos de La Huasteca, entre ellos la casa del Doctor Aguirre.
Se dijo en su momento que se buscaría utilizar ese espacio para construir un museo; lo que nunca se cumplió, aunque también es cierto que esa construcción se encuentra en un área natural protegida y en terreno con una pendiente sobre la cual no está permitido construir.
Actualmente esa casa permanece deshabitada, y puede ser visitada fácilmente, el camino tiene unos 50 metros de desnivel.

### Minería
A finales del siglo XIX Santa Catarina experimento un auge minero, se extraía mineral de plomo, plata y hierro. En el Cerro de Santa Catarina operaban varias minas:
- Minas San Juan, Buena Vista, Dulces Nombres y Sultana la ladera norte
- Mina el Ranchero, en el cañón que va al Jonuco
- Mina San Pablo, en el Cañón de San Pablo
- Mina Santa Juliana y Mina Santa Gertrudis, en el Cañón de Santa Juliana

## Deportes de Montaña

### Cañonismo

#### Nido de Aguiluchos
Es un agujero en la pared de la montaña del cual surge el topónimo “La Ventana”, para llegar ahí se sube por la cresta de la montaña y se desciende a rappel por la cara sur de la pared, después se desciende a rappel por la cara norte hacia la ladera.

#### Cueva de La Virgen
La Cueva de la Virgen es una amplia cueva que atraviesa la montaña, es visible desde el Cañón de la Huasteca, encima de otra cueva menor llamada Cueva del guano.

### Montañismo

#### La Raya
Altitud 914 m s. n. m., Desnivel 225 m. Este pequeño pico es el extremo oriental de la cresta. YDS clase 3.

#### El Cuerno
Altitud 1,639 m s. n. m. Desnivel 1,016 m. Este pico está en el lado oriente de la cresta. YDS clase 3. En el camino; a los 1,562 m s. n. m., hay otro pico conocido como La Muela.

### Escalada

#### Escalada deportiva
Junto al Cañón de la Huasteca hay varias áreas de escalada deportiva:
- Pico Independencia
- Pico Pirineos
- Cueva del guano
- La Martha
- Juan de Dios
- Lágrimas y sonrisas
- Los Gatos
- Las Hienas
- La Lulú
- Pico Neptuno[13]

#### Vía Ferrata
- La Ruta Vértigo incluye escalada, tirolesas, puentes colgantes y rapeles entre el Pico Independencia, Pico 15[14] y Pico Pirineos, con más de 600 metros de desnivel.[15] La ruta fue construida sobre lo que antes eran las rutas de escalda deportiva “Las Espinas” y  “El Infierno”, que fue abierta por Paco Medina.[16]
- La Ruta Ignis incluye, tirolesas, puentes colgantes y un rapel con, tiene unos 50 metros de desnivel.[17]

### Senderismo
El Cañón de Santa Juliana y el Cañón de San Pablo; alguna vez paso de refugiados y mineros, pueden recorrerse desde el Fraccionamiento el Jonuco hasta el Cañón de la Huasteca. Es un recorrido tradicional entre los senderistas de la región.

### Espeleísmo
Además de las cuevas de la Virgen y el guano, hay varias cuevas y minas que son de difícil acceso y escape o no han sido exploradas.